# Osinachi Ohale
Osinachi Ohale, född den 21 december 1991 i Owerri, är en nigeriansk fotbollsspelare (försvarare) som spelar för italienska AS Roma och det nigerianska landslaget. 
Ohale har representerat Nigeria i tre världsmästerskap: 2011 i Tyskland, 2015 i Kanada och 2019 i Frankrike. I 2019 års turnering stod hon för ett självmål i den inledande matchen mot Norge.